# Lepus nigricollis
Lepus nigricollis (Заєць індійський) — вид ссавців ряду Зайцеподібні.

## Поширення
Країни проживання: Бангладеш, Індія, Індонезія, Непал, Пакистан, Шрі-Ланка; введено: Маврикій, Реюньйон, Сейшельські острови. Цей вид можна помітити на висотах від 50 до 4500 м. Lepus nigricollis можна побачити в найрізноманітніших місцях проживання, таких як луки, покинуті сільськогосподарські угіддя, посіви та лісові дороги. Вид можна побачити в лісах багатьох видів, крім мангрових лісів.

## Поведінка
Розмір приплоду від 1 до 4. Різнотрав'я є основною поживою. Проявляє активність під час сутінкових і нічних годин.

## Морфологічні ознаки
Загальна довжина: 33—53 см.